# Karl Gottlob Zumpt

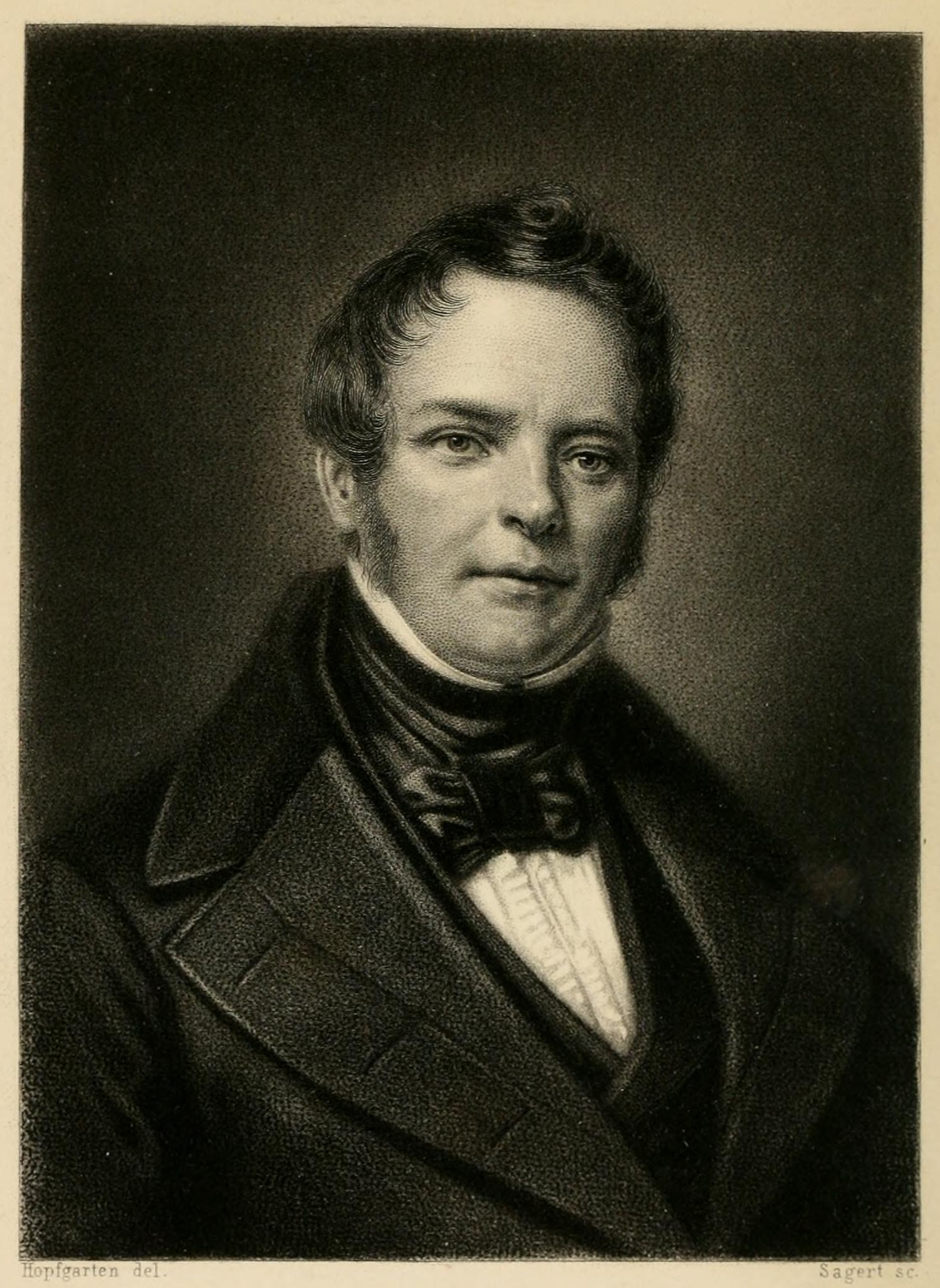
Karl Gottlob Zumpt

Karl Gottlob (Timotheus) Zumpt (Berlín 1 de abril de 1792 - 25 de junio de 1849) es un filólogo alemán y tío del filósofo August Wilhelm Zumpt.

## Trayectoria profesional
Educado en Heidelberg y Berlín, trabajó como profesor de escuela entre 1812 y 1827. Ese año logró un puesto de profesor de literatura latina en la Universidad Humboldt de Berlín. 

## Obras
Su obra más importante fue Lateinische Grammatik de 1818 (Gramática latina), que se convirtió en una obra básica de referencia hasta la nueva versión de Madvig de 1844. Editó Institutio oratoria de Quintilian (1831), Verrines de Cicerone y De officiis (1837) de Curtius.
Paralelamente, se centró en la historia romana con publicaciones como Annales veterum regnorum et populorum (tercera edición de 1862), un estudio en orden cronológico inverso hasta 476 AD y otros estudios de la antigüedad. 